# Доброго ранку, Америко
«Доброго ранку, Америко» (англ. Good Morning America, скорочено GMA) — телевізійна передача, що виходить на телеканалах американської телемережі ABC з 1975 року.

## Історія
В середині 1970-х років в США існувало три основних телемережі: ABC, CBS та NBC. Ранкове шоу «Today» (укр. Сьогодні) виходило на NBC з 1952 року, не маючи гідних конкурентів у двох інших мережах. Керівництво ABC спробувало створити власне ранкове шоу на початку 1975 року. Програма мала назву «A.M. America» (укр. Ранок. Америка), але виявилася дуже сирою і припинила існування за декілька місяців. Однією з причин невдач вважалося те, що програма намагалася повторити «Today», не мавши за плечима багаторічного досвіду конкурентів. Замість цього було вирішено створити ранкове шоу, як відрізнятиметься від «Today».
Посаду головного ведучого нового шоу запропонували Девіду Гартману, який не мав журналістського досвіду, але був відомим актором. Він грав в декількох серіалах на каналі NBC і керівництво каналу навіть збиралося довірити окремі епізоди виїздним співведучим, одним з яких мав стати Гартман. Проте, отримавши від ABC пропозицію очолити «Good Morning America», Гартман відмовився від співпраці з NBC. Попри скептичне ставлення до актора в ролі ведучого, він згодом опанував цю посаду. Гартману довелося навчитися дивитися в камеру (як актор він, навпаки, уникав цього). З іншого боку, його манера ставити питання була ближчою до глядачів, ніж у професійних журналістів, а його зв'язки в Голлівуді дозволили запросити до шоу багато знайомих зірок.
Протягом перших років існування «Good Morning America», шоу поступово набирало оберти, хоча і програвало «Today» за популярністю. Концепція конкуруючих ранкових програм була різною. За результатами досліджень, «Today» не дуже цікавила молодих глядачів та жінок, тому в «Good Morning America» було вирішено мати менше інтерв'ю з політиками, та більше матеріалів про дітей. Внаслідок того, що виробництвом «Good Morning America» опікувався розважальний, а не новинний підрозділ ABC, телепрограма мала менш формальний характер, а декорації студії були схожими не на офісне приміщення, а на заміський будинок, орієнтуючись на «звичайних людей» За словами продюсерки Сюзен Вінстон, «в той час, як „Today“ були зосереджені на організації інтерв'ю з головою автомобільної профспілки, ми намагалися спілкуватися із безробітними працівниками». Навіть назва шоу «Good Morning America» («Доброго ранку, Америко») підкреслювала звертання до всієї країни, в той час, як «Today» вважалося дуже «нью-йорк-центричним».
Конкуренція «Good Morning America» та «Today» тривала протягом всього їхнього спільного існування, понад сорок років. Вперше «Good Morning America» вдалося обігнати «Today» за показниками переглядів в січні 1980 року. Протягом наступних декад «Today» утримувало першість за популярністю серед аудиторії від 25 до 54 років, проте за загальною кількістю глядачів вони йшли майже на одному рівні, приносячи великі доходи телемережам-власникам. Після продажу ABC корпорації The Walt Disney Company 1995 року, Disney пообіцяли керівнику ABC Sports та ABC News Руну Арледжу, що «Good Morning America» нарешті перейде з розважального відділу до його організації. Рейтинги GMA суттєво впали наприкінці 1990-х років, коли шоу залишили ведучі Джоан Лунден та Чарлі Гібсон. На початку 2000-х років «GMA» програвала «Today» в популярності протягом 16 років поспіль, хоча в травні 2005 відставання складало лише 45 тис. глядачів (0,1 % від загальної кількості у 37 млн). Лише 19 квітня 2012 року, вперше за 852 тижні «Good Morning America» знову обійшли «Today» за популярністю.

## Ведучі

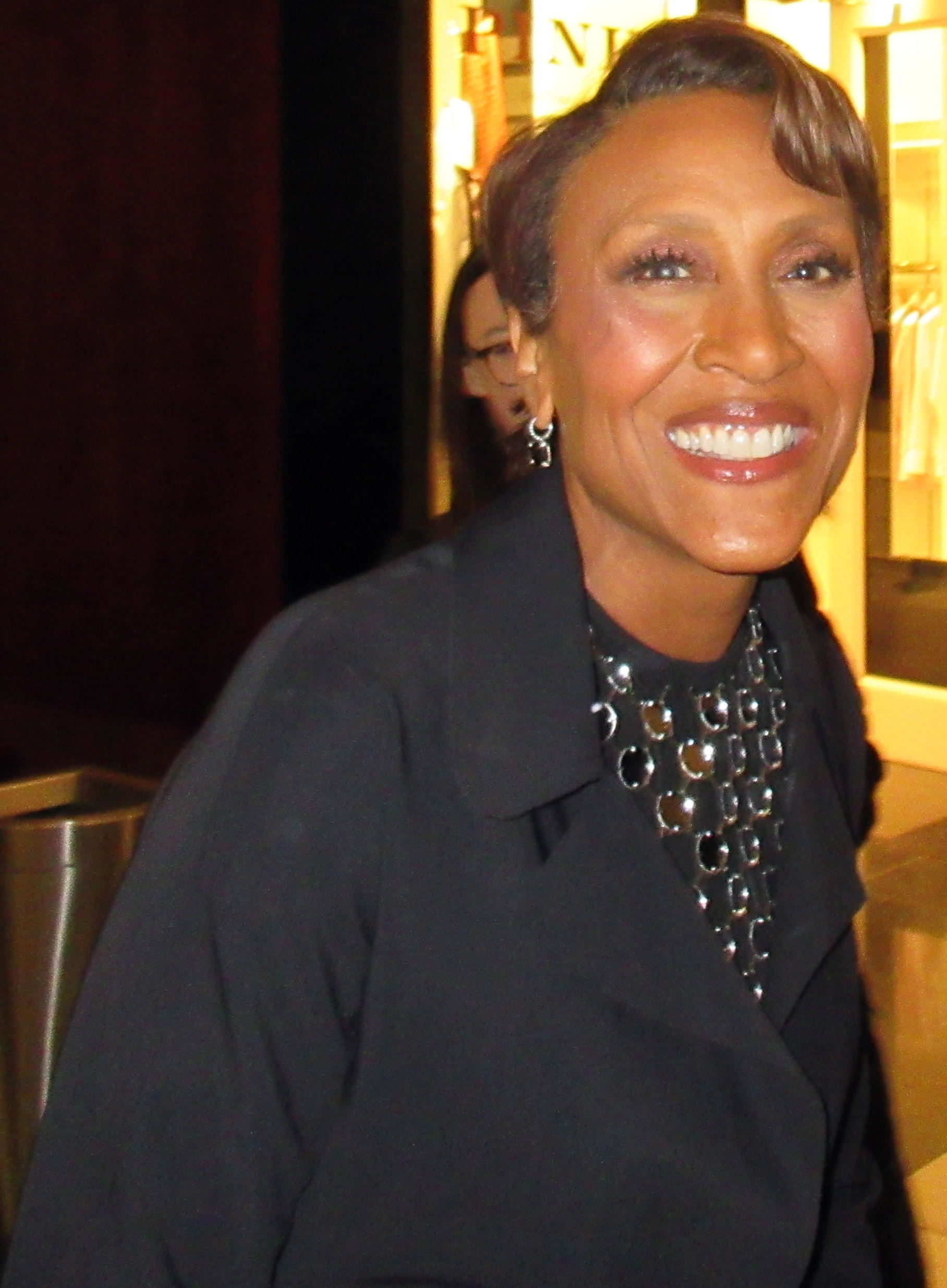
Робін Робертс співведуча з 2005 року
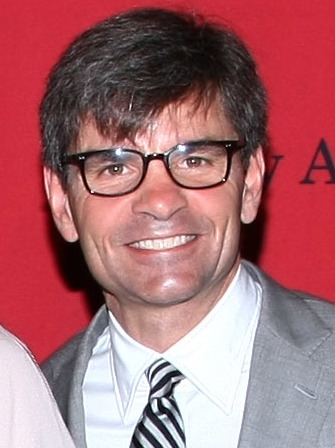
Джордж Стефанопулос співведучий з 2009 року
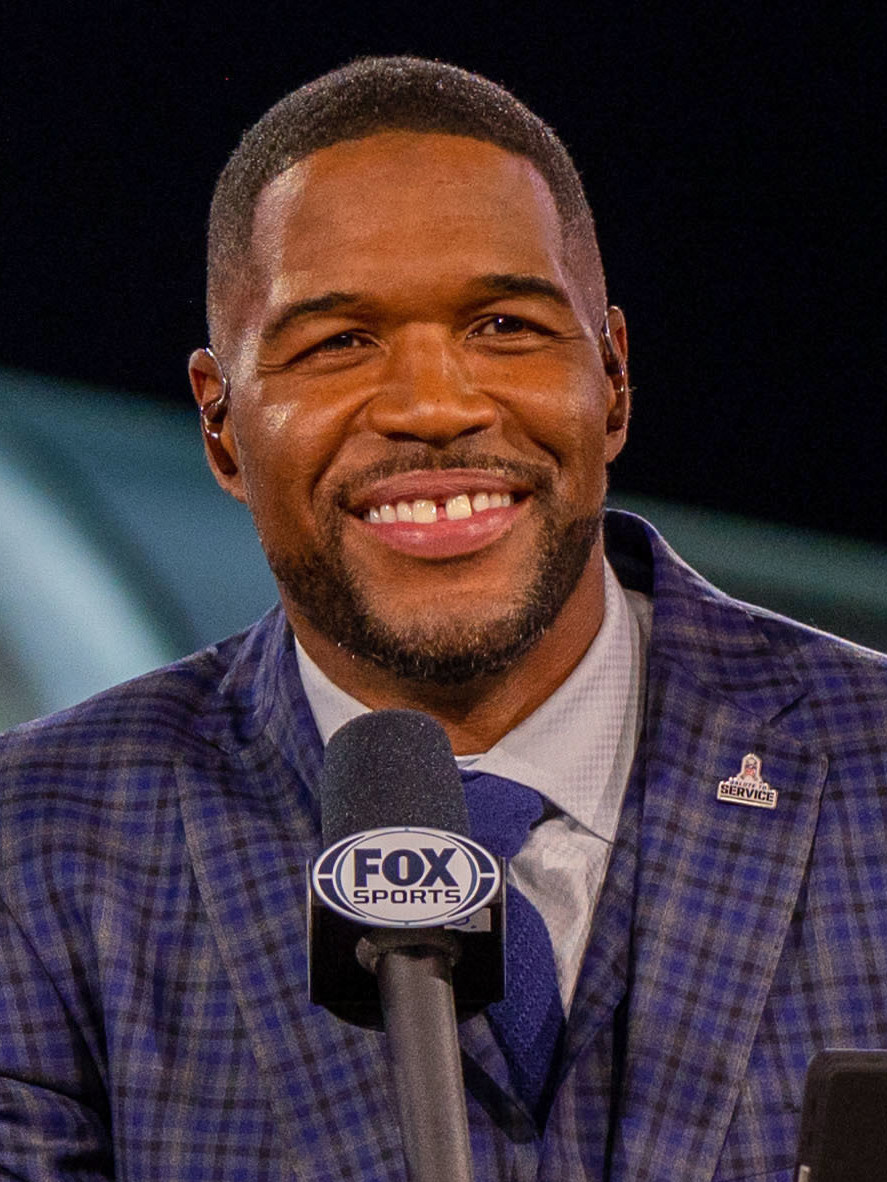
Майкл Страхан співведучий з 2016 року
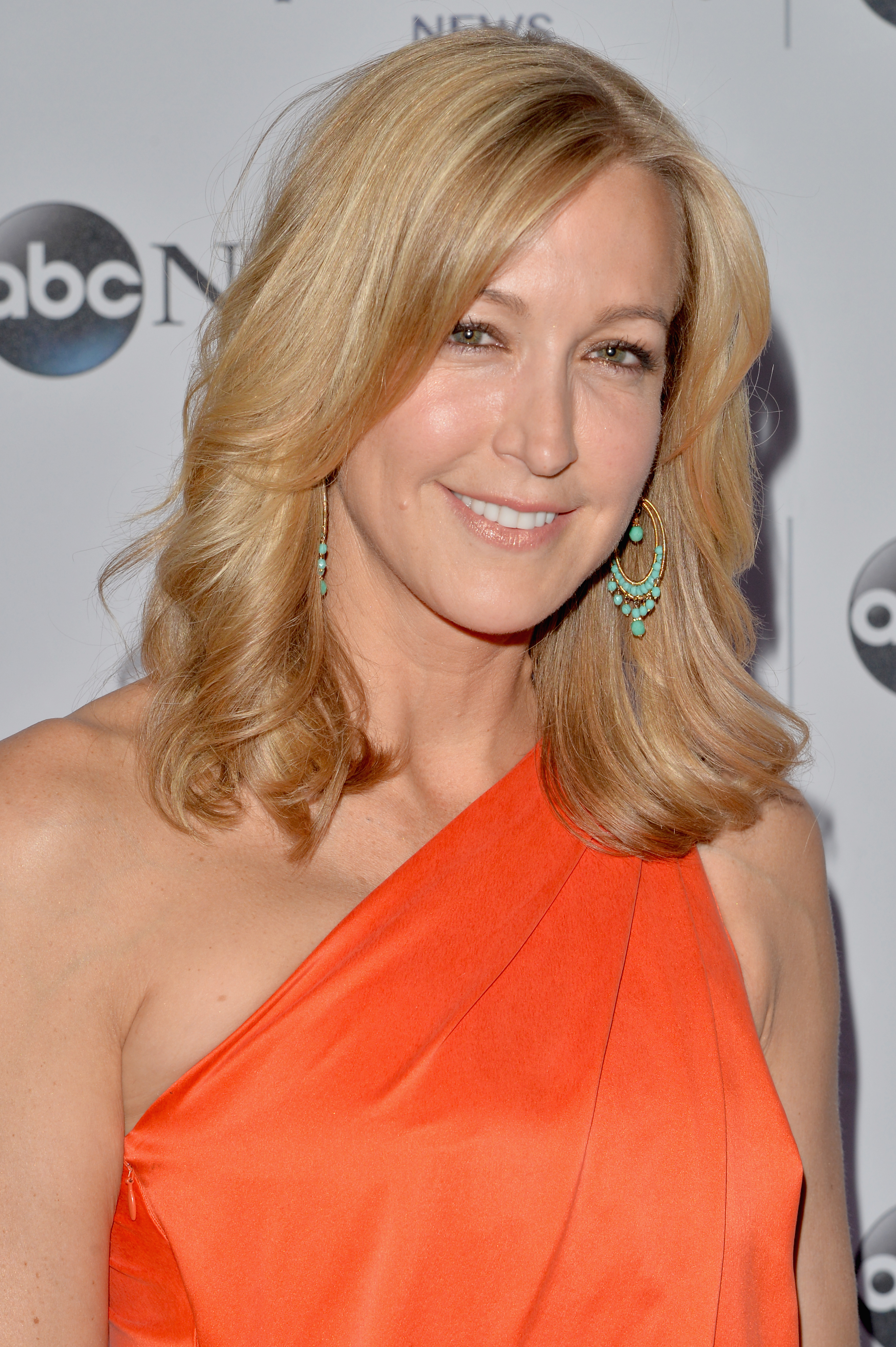
Лара Спенсер співведуча з 2011 року
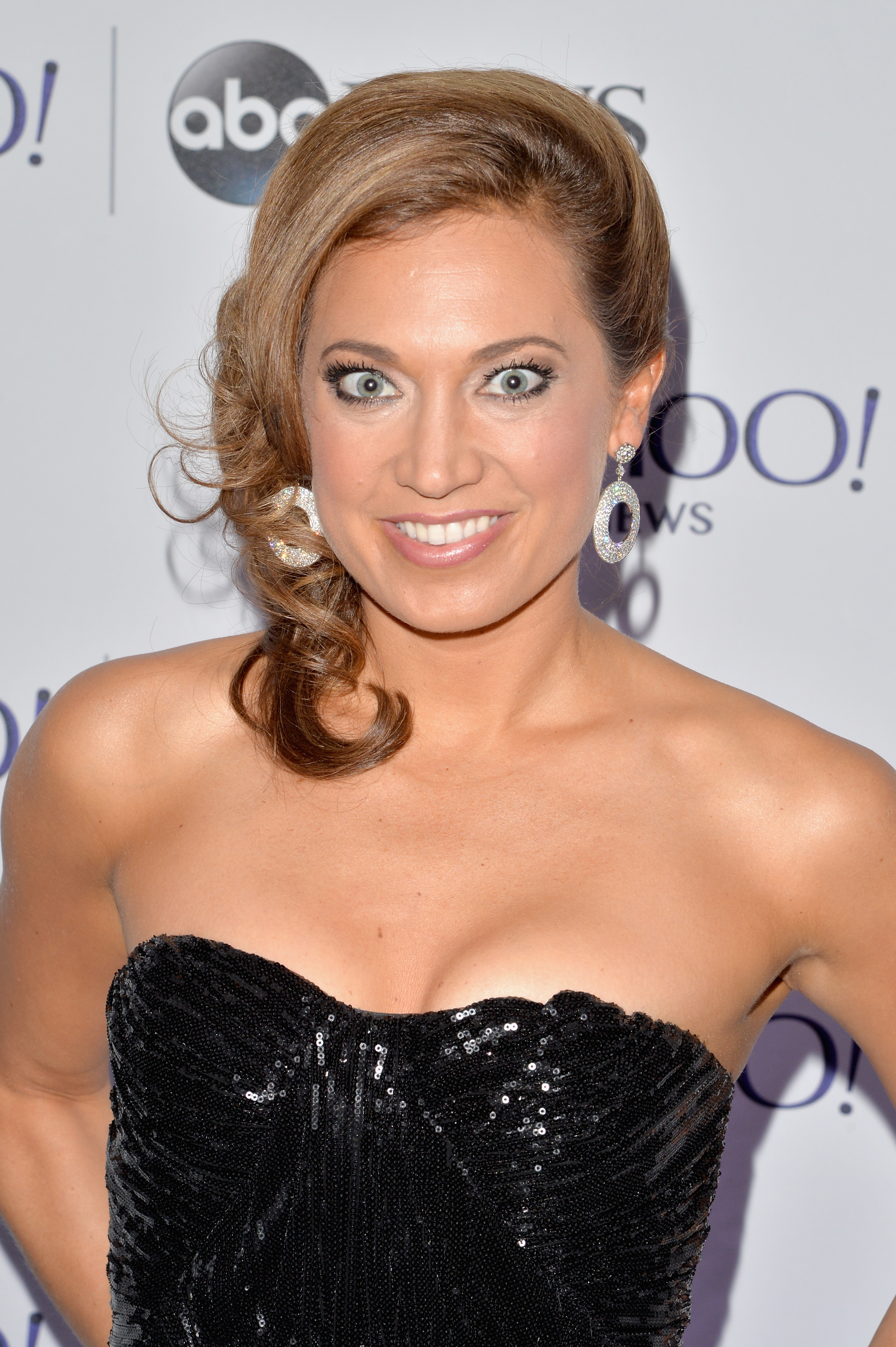
Джинджер Зі співведуча, ведуча прогнозу погоди з 2013 року

## Колишні ведучі
| Головні ведучі - Девід Гартман (1975–1987) - Ненсі Дюссо (1975–1977) - Сенді Хілл (1977–1980) - Джоан Лунден (1980–1997) - Чарльз Гібсон (1987–1998, 1999–2006) - Ліза Макрі (1997–1999) - Кевін Ньюман (1998–1999) - Даян Соєр (1999–2009) | Ведучі новин - Стів Белл (1975–1986) - Кетлін Салліван (1982–1987) - Джед Дюваль (1987–1988) - Форрест Соєр (1988–1989) - Паула Зан (1988–1990) - Майк Шнайдер (1989–1993) - Мортон Дін (1993–1996) - Елізабет Варгас (1996–1997) - Кевін Ньюман (1997–1998) - Антоніо Мора (1998–2002) - Робін Робертс (2002–2005) - Кріс Куомо (2006–2009) - Джуджу Чанг (2009–2011) - Джош Елліотт (2011–2014) - Емі Робач (2014–2023) | Ведучі прогнозу погоди - Джон Коулман (1975–1983) - Дейв Мюррей (1983–1986) - Спенсер Крістіан (1986–1998) - Тоні Перкінс (1999–2005) - Майк Барз (2005–2006) - Сем Чемпіон (2006–2013) |